# هیولا (فیلم ۲۰۱۴)
هیولا (کره‌ای: 몬스터؛ انگلیسی: Monster) یک فیلم اکشن دلهره‌آور محصول سال ۲۰۱۴ کره جنوبی به نویسندگی و کارگردانی هوانگ این هو و با بازی لی مین کی و کیم گو اون است.

## بازیگران
- لی مین کی در نقش ته سو
- کیم گو اون در نقش بوک سون
- کیم روی ها در نقش ایک سانگ
- کیم بو سون در نقش کیونگ جا
- آن سو هیون در نقش نا ری
- کیم بو را در نقش اون جونگ
- نام گیونگ اوپ در نقش رئیس جون
- هان دا اون در نقش یون هی
- پارک بیونگ اون در نقش کوانگ سو
- به سونگ وو در نقش سونگ مون
- کیم گیونگ ئه در نقش مادربزرگ بوک سون
- هو جون سوک در نقش لیدر تیم تخریب
- یو جه میونگ در نقش پلیس
- پارک چول مین در نقش رئیس پارک (حضور افتخاری)